# Gilboa (New York)
Gilboa est une petite ville du comté de Schoharie, dans l'État de New York, aux États-Unis.

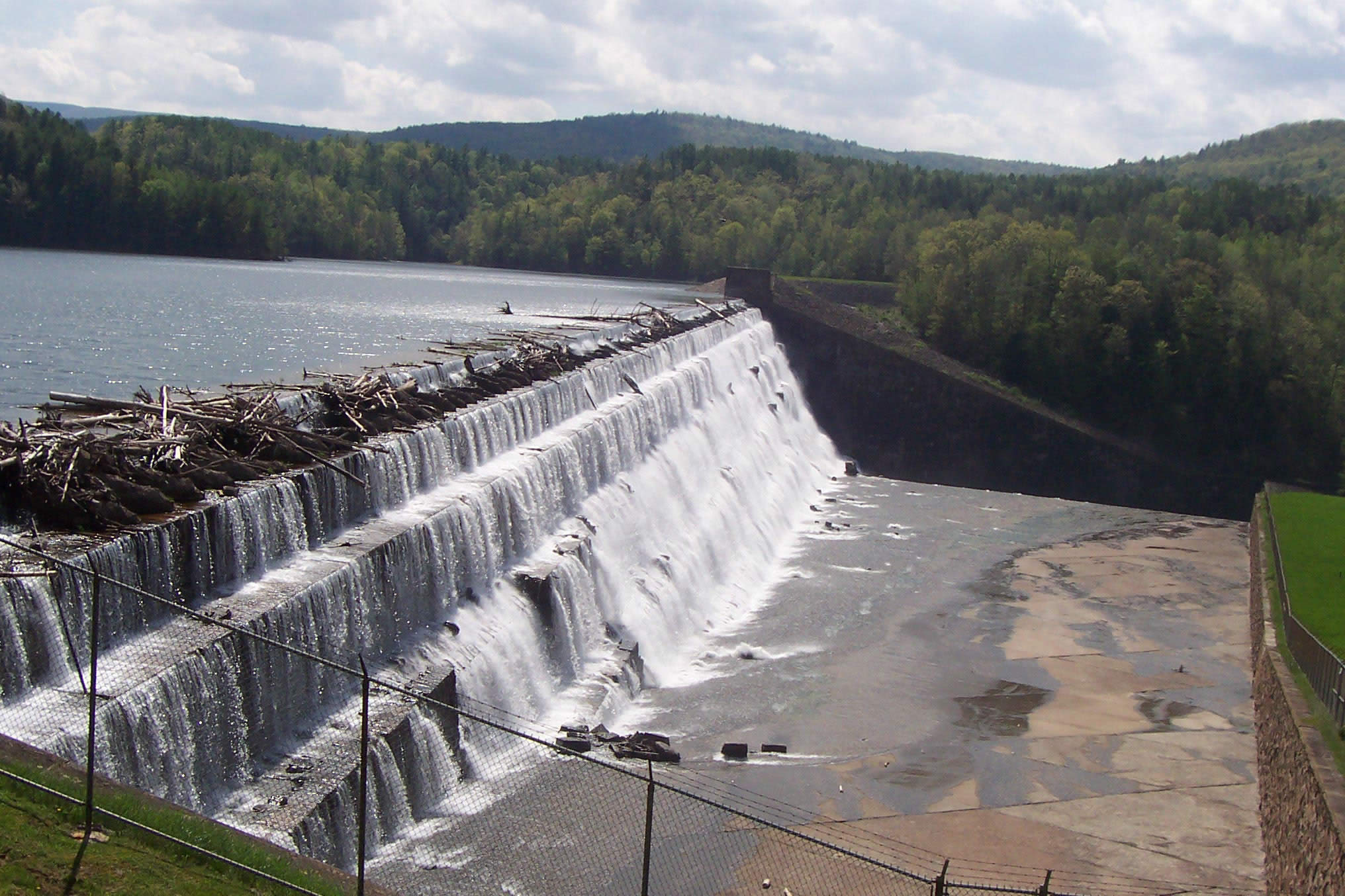
Le barrage de Gilboa.

La colonie a été fondée vers 1760 et le toponyme est biblique, en référence à Gilboa en Israël (הגלבוען). Lors du creusement en 1920 des fondations du barrage destiné à la retenue de Schoharie (l'un des réservoirs alimentant en eau la ville de New-York) une forêt fossilisée au Dévonien y a été découverte, avec sa biodiversité, exposée depuis lors sur le site du barrage, au centre pédagogique de la New York Power Authority (en) du comté de Schoharie, au New York State Museum d'Albany ou encore au Musée américain d'histoire naturelle, et figurée par Charles R. Knight au Musée Field de Chicago,.

## Démographie
Lors du 2010, Gilboa comptait une population de 1 307 habitants, tandis qu'en 2016, elle est estimée à 1 259 habitants :